# Glaziologie

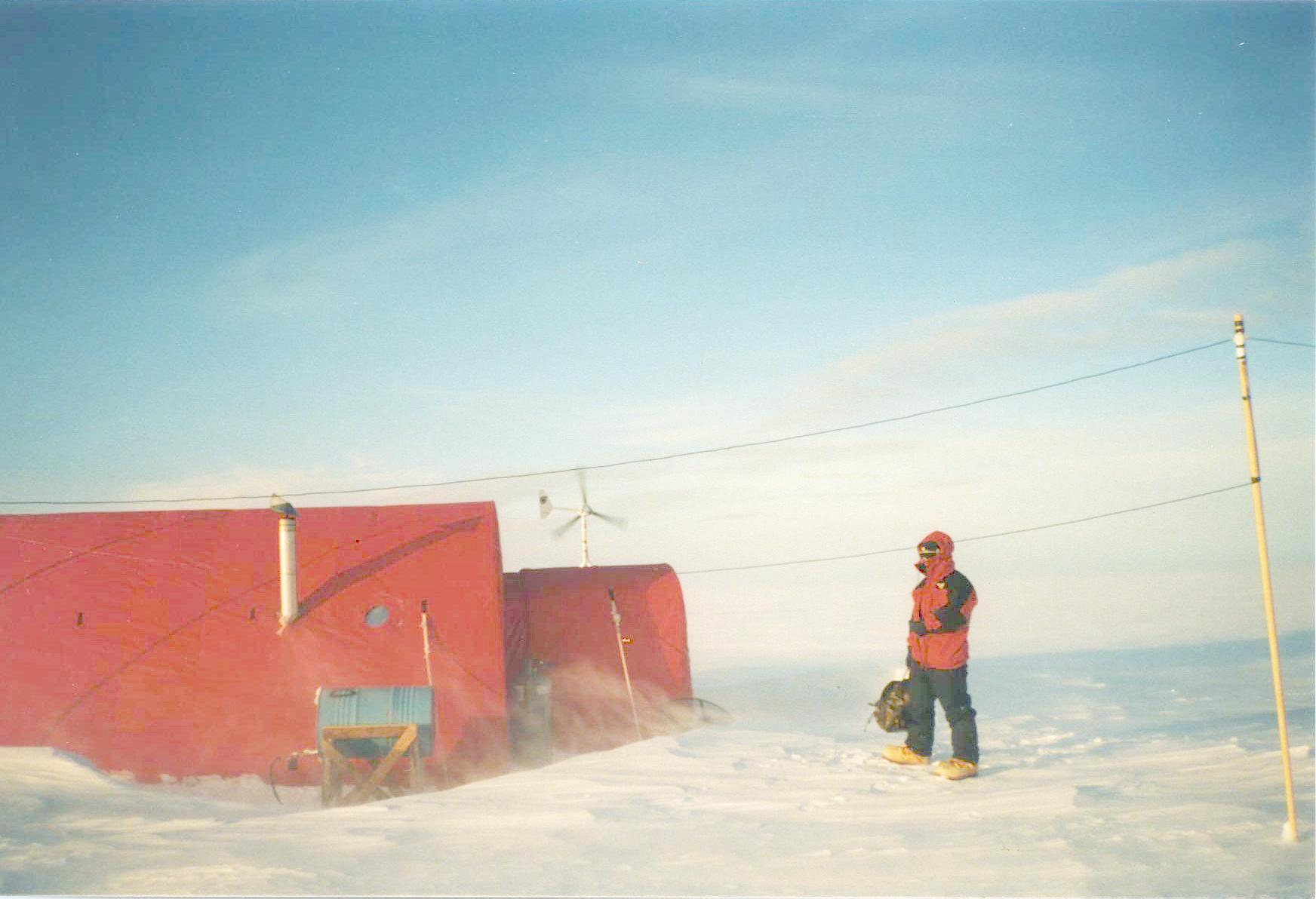
Die US-amerikanische Forschungsstation Camp Raven im grönländischen Inlandeis

Glaziologie ist die Wissenschaft von Formen, Auftreten und Eigenschaften von Eis und Schnee samt ihren Ausformungen als Gletscher, Permafrost und Schelfeis. Sie entstand im 19. Jahrhundert in der Schweiz als Gletscherkunde.

## Fachdisziplinen

Eigergletscher, 1875–2006, kumulierter Zuwachs/Schwund und jährliches Wachstum

Die Glaziologie ist eine interdisziplinäre Wissenschaft, die mehrere Geo- und Biowissenschaften berührt:
- Geologie, Geographie, Hydrologie und Meteorologie
- Biologie und Ökologie.

Gleichzeitig ist sie eine der wichtigsten Disziplinen der Polarforschung und eine Datenquelle der Klimatologie.

Die Anwesenheit von Eis auf dem Mars und auf verschiedenen Monden der Planeten des Sonnensystems gibt dieser Wissenschaft auch eine extraterrestrische Komponente.
Einzelgebiete dieser Wissenschaft umfassen:
- die Glazialmorphologie, die sich mit den Formen der Eisgebilde befasst, und daher Teilgebiet der physischen Geographie ist
- die Glazialgeologie, die sich mit den Ablagerungen, die durch Gletscher entstehen, befasst; sie gehört auch zur Geologie
- die Historische Glaziologie, die die Gletscherhistorie dokumentiert und die Rekonstruktion historischer Gletscherausbildungen betreibt
- weitere Fachbereiche untersuchen Auswirkungen der Gletscher auf das Klima, Gletscherprognosen, den Beitrag von Gletschern zur Erosion, die Lebensformen und Lebensräume auf und im Eis, unterirdische Eisvorkommen und anderes.
- Wichtige Untersuchungsmethoden betreffen unter anderem die Geodäsie und Photogrammetrie, die Angewandte Geophysik (Schlag- und Geoseismik) sowie die Meteorologie.

In Deutschland ist das Alfred-Wegener-Institut in Bremerhaven ein führender Vertreter der Glaziologie, daneben die Kommission für Glaziologie in München (Bayerische Akademie der Wissenschaften), und in der Schweiz die ETH Zürich. In Österreich sind es die Universität Innsbruck, die Universität Salzburg und der Alpenverein. Einige Innsbrucker Institute erstellen mit dem OeAV-Gletschermessdienst den jährlichen Gletscherbericht. In zahlreichen anderen Ländern wird das Fachgebiet ebenfalls durch Forschungsinstitute bearbeitet.

## Geschichte

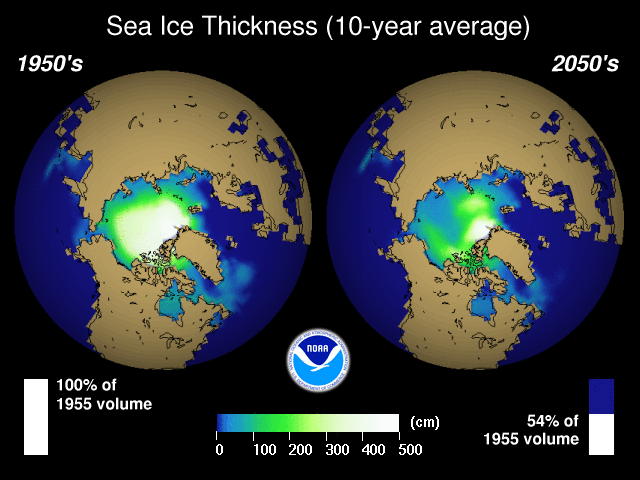
Arktische Eisdicke, 1950/2050

Erste Informationen über die Alpengletscher finden sich in der „Kosmographie“ von Sebastian Münster von 1544, während Kaukasusgletscher 1745 im „Das Leben Georgiens“ von Bagrationi Vakhushty (Prinz Wakhusht Bagrationi) erwähnt wurden. Das erste wissenschaftliche Werk zur Glaziologie war ein Buch von Horace-Bénédict de Saussure „Voyages dans les Alpes“ (1779–96), in dem bereits Eisstrom und Lawinen analysiert wurden.
Die „Wiege der Glaziologie“ stand auf dem Unteraargletscher im Berner Oberland. Dort führte der Geologe Franz Joseph Hugi seine ersten Studien durch. 1840 entstand dort unter Louis Agassiz eine erste „Forschungsstation“ unter einem Felsblock, das Hotel des Neuchatelois. Dokumentationen der Zustände einzelner Gletscher werden im Bereich der Alpen seit über hundert Jahren gesammelt.
1891 begann die Gletscherforschung durch den DuOeAV, aus der der heutige ÖAV-Gletschermessdienst hervorging. Arbeitsschwerpunkt bildet hier die Längenmessung.
Am 21. August 1902 gelang es den Gletscherforschern Adolf Blümcke und Hans Hess am Hintereisferner im Ötztal, nach vielen misslungenen Versuchen erstmals ein Bohrloch, 153 m tief, bis auf den Grund des Gletschers zu treiben. Die sich auf mehrere Tausend Mark belaufenden Kosten der Unternehmung wurde vom Deutschen und Österreichischen Alpenverein getragen.
Der Begriff „Eiszeit“ wurde im Jahre 1837 von Karl Friedrich Schimper eingeführt.

## Hörfunkbericht
- Frank Grotelüschen: Das Knistern der Gletscher. in dradio „Forschung aktuell“ vom 3. Dezember 2013